# 16 Pomorska Dywizja Zmechanizowana

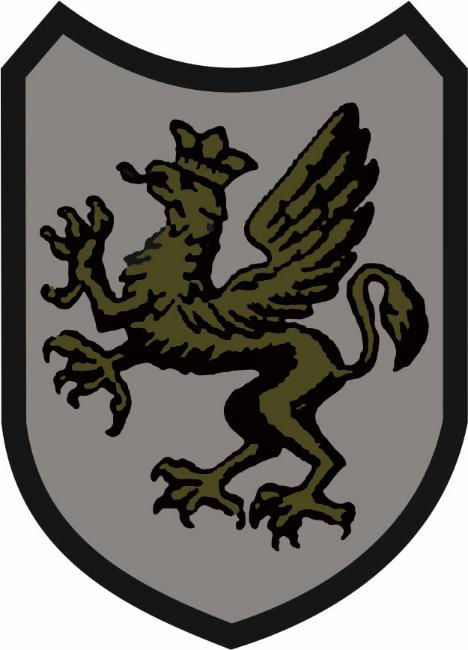
Oznaka rozpoznawcza na mundur polowy (wzór 2021)

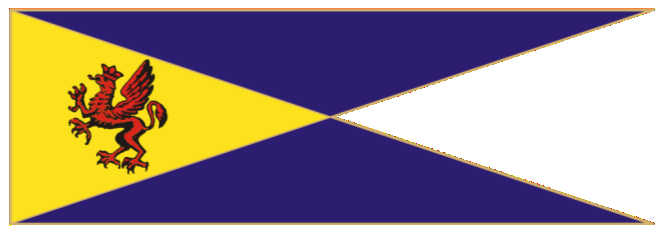
Proporczyk na beret (wzór 2021)

16 Pomorska Dywizja Zmechanizowana im. Króla Kazimierza Jagiellończyka (16 DZ) – związek taktyczny Wojsk Zmechanizowanych Sił Zbrojnych Rzeczypospolitej Polskiej.

## Rodowód
W lipcu 1945 sformowano 16 Dywizję Piechoty, dyslokując dowództwo w Gdańsku-Wrzeszczu. Od 1945 dywizja przechodziła różne etapy reorganizacji, zmiany nazw i dyslokacji. W 1947 nadano jej wyróżniającą nazwę "Kaszubska".
W 1949 16 Kaszubska Dywizja Piechoty została przeformowana na 16 Kaszubską Dywizję Pancerną i przeniesiona do Elbląga, Braniewa, Malborka i Tczewa. W 1952 przeformowano ją z kolei na 16 Kaszubską Dywizję Zmechanizowaną, a w 1955 – ponownie na 16 Kaszubską Dywizję Pancerną.
W 1990 roku 16 DPanc został przeformowana w 16 Kaszubską Dywizję Zmechanizowaną. Od stycznia 1992 weszła w podporządkowanie Warszawskiego Okręgu Wojskowego. 12 września 1991 roku Decyzją Ministra ON dywizja została pozbawiona nazwy wyróżniającej "Kaszubska".
W 2017 dowództwo dywizji z Elbląga dyslokowano do Białobrzegów pod Warszawą. We wrześniu 2019 Minister ON Mariusz Błaszczak poinformował, że do końca roku Dowództwo 16 DZ zostanie z Białobrzegów przemieszczone do Olsztyna.

## Historia dywizji
Struktura organizacyjna w 1991 roku
- Dowództwo 16 Kaszubskiej Dywizji Zmechanizowanej w Elblągu
- 55 pułk zmechanizowany – Braniewo
- 64 Pomorski pułk zmechanizowany – Braniewo
- 100 pułk zmechanizowany – Elbląg
- 16 Morąski Pułk Artylerii Przeciwpancernej im. gen. Krzysztofa Arciszewskiego – Morąg
- 18 Pomorski batalion rozpoznawczy – Elbląg

Z dniem 14 listopada 1992 dywizja otrzymała nazwę wyróżniającą "Pomorska" i imię Króla Kazimierza Jagiellończyka oraz przyjęła dziedzictwo tradycji:
- 4 Dywizji Strzelców Wielkopolskich (1919)
- Pomorskiej Dywizji Strzelców (1919–1920)
- 16 Pomorskiej Dywizji Piechoty (1920–1939)
- 16 Pomorskiej Brygady Piechoty (1944–1947)

Jednocześnie dzień 14 września został ustanowiony Świętem Dywizji.
Jednostka została częściowo skadrowana. W latach 90 XX w. rozformowano część związków pancernych zastępując je m.in. jednostkami zmechanizowanymi. Na podstawie Decyzji Ministra Obrony Narodowej z dnia 1 stycznia 1999 dywizja ponownie weszła w skład Pomorskiego Okręgu Wojskowego.
Rok 2000 – to dalsze zmiany w strukturach organizacyjnych dywizji. Na podstawie rozkazu Dowódcy Wojsk Lądowych z 15 czerwca 2000 zostały rozformowane: 14 Brygada Zmechanizowana i 18 Batalion Rozpoznawczy w Elblągu, natomiast w jej skład weszły: 20 Brygada Zmechanizowana w Bartoszycach, 3 Batalion Rozpoznawczy w Giżycku. W 2001 w strukturach dywizji powstała 16 Kompania Chemiczna, a jesienią tego roku dywizja weszła w podporządkowanie 1 Korpusu Zmechanizowanego. Po rozformowaniu korpusu dywizję podporządkowano Dowództwu Wojsk Lądowych.
Struktura organizacyjna w latach 2001–2011

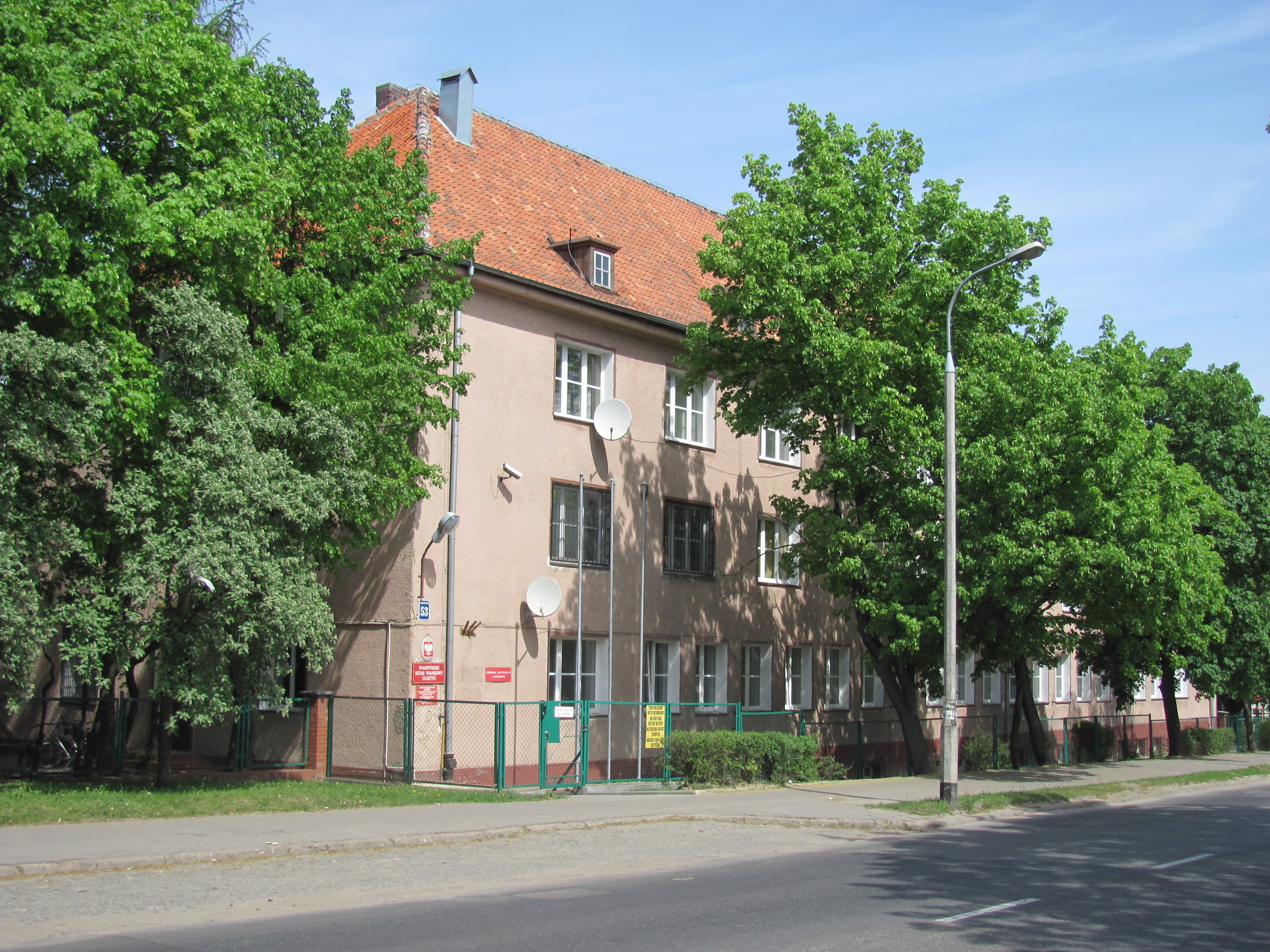
Siedziba Dowództwa 16 PDZ

- Dowództwo 16 Pomorskiej Dywizji Zmechanizowanej im. Króla Kazimierza Jagiellończyka w Elblągu
- 9 Brygada Kawalerii Pancernej (Braniewo)
- 15 Brygada Zmechanizowana (Giżycko)
- 16 Brygada Zmechanizowana (Morąg) – rozformowana w 2008
- 20 Brygada Zmechanizowana (Bartoszyce)
- 16 Pomorski pułk artylerii (Braniewo) – rozformowany w 2011
- 13 Elbląski pułk przeciwlotniczy (Elbląg) – rozformowany w 2011
- 14 Suwalski pułk przeciwpancerny (Suwałki) przekazany pod w podległość DG od 2019
- 3 Mazurski batalion rozpoznawczy (Giżycko) – rozformowany w 2010
- 16 batalion dowodzenia (Elbląg)
- 16 Tczewski batalion saperów (Tczew)
- 16 Żuławski Batalion Remontowy (Elbląg) przemianowany na 16 pułk logistyczny od 2019
- 16 batalion zaopatrzenia (Elbląg)
- 16 batalion medyczny (Elbląg) – rozformowany w 2009
- 16 kompania chemiczna (Elbląg) – rozformowana w 2010

22 marca 2011 roku w Orzyszu pełniący obowiązki dowódcy 1 DZ, gen. bryg Grzegorz Duda przekazał, a dowódca 16 DZ, gen. bryg. Janusz Bronowicz przyjął w podporządkowanie 15 Mazurski Batalion Saperów. Następnie gen. bryg. Janusz Bronowicz przekazał, a dowódca 15 BZ, gen. bryg. Piotr Błazeusz przyjął w podporządkowanie 15 bsap.
27 kwietnia 2011 roku w Tczewie dowódca 16 DZ, gen. bryg. Janusz Bronowicz przekazał, a dowódca 21 BSP, gen. bryg. Stanisław Olszański przyjął w podporządkowanie 16 bsap.
28 czerwca 2011 roku w Wesołej pełniący obowiązki dowódcy 1 DZ, gen. bryg Grzegorz Duda przekazał, a zastępca dowódcy 16 DZ, gen. bryg. Krzysztof Makowski przyjął w podporządkowanie 1 BPanc.
28 czerwca 2011 roku w Elblągu dowódca 16 DZ, gen. bryg. Janusz Bronowicz przekazał, a komendant 2 Regionalnej Bazy Logistycznej, płk Marek Kalwasiński przyjął w podporządkowanie 16 brem i 16 bzaop.
Z dniem 31 grudnia 2011 roku rozformowano 16 Pomorski Pułk Artylerii oraz 13 Elbląski Pułk Przeciwlotniczy.
Struktura organizacyjna od 1 stycznia 2012 roku
- Dowództwo 16 Pomorskiej Dywizji Zmechanizowanej im. Króla Kazimierza Jagiellończyka w Elblągu;
- 1 Warszawska Brygada Pancerna im. Tadeusza Kościuszki w Wesołej, Chełmie, Zamościu i Siedlcach;
- 9 Brygada Kawalerii Pancernej im. Króla Stefana Batorego w Braniewie;
- 15 Giżycka Brygada Zmechanizowana im. Zawiszy Czarnego w Giżycku i Orzyszu;
- 20 Bartoszycka Brygada Zmechanizowana im. Hetmana Polnego Litewskiego Wincentego Gosiewskiego w Bartoszycach i Morągu;
- 16 Batalion Dowodzenia Ziemi Elbląskiej w Elblągu;

W październiku 2013 roku zostały przyjęte w podporządkowanie pułki rodzajów wojsk:
- 11 Mazurski pułk artylerii w Węgorzewie;
- 15 Gołdapski pułk przeciwlotniczy w Gołdapi.

Od 1 stycznia 2014, w związku z rozformowaniem Dowództwa Wojsk Lądowych, dywizja przeszła w podporządkowanie Dowództwa Generalnego Rodzajów Sił Zbrojnych.
W 2017 roku Ministerstwo Obrony Narodowej podjęło decyzję o zmianie dyslokacji dowództwa 16 Dywizji do Białobrzegów, miało to związek z utworzeniem w Elblągu dowództwa Wielonarodowej Dywizji Północny Wschód. Decyzja jednak została z czasem zmieniona i z końcem 2019 Dowództwo 16 Pomorskiej DZ mieści się przy ulicy Jagiellońskiej 53 w Olsztynie.
Struktura organizacyjna w latach 2021–2025:
- Dowództwo 16 Pomorskiej Dywizji Zmechanizowanej im. Króla Kazimierza Jagiellończyka w Olsztynie;
- 9 Brygada Kawalerii Pancernej im. Króla Stefana Batorego w Braniewie;
- 15 Giżycka Brygada Zmechanizowana im. Zawiszy Czarnego w Giżycku i Orzyszu;
- 20 Bartoszycka Brygada Zmechanizowana im. Hetmana Polnego Litewskiego Wincentego Gosiewskiego w Bartoszycach i Morągu;
- 16 Nidzicka Brygada Zmotoryzowana im. gen. dyw. Zygmunta Bohusz-Szyszko w Załuskach koło Nidzicy (od 2024);
- 9 Batalion Dowodzenia w Olsztynie;
- 1 Mazurska Brygada Artylerii w Węgorzewie (do 12.12.2022 – 11 Mazurski pułk artylerii);
- 15 Gołdapski pułk przeciwlotniczy w Gołdapi;
- 16 Pułk Saperów w Orzyszu;
- 14 pułk przeciwpancerny w Suwałkach;
- 16 Żuławski pułk logistyczny.

Docelowo planowana jest "czwarta" brygada zmechanizowana.

## Uzbrojenie
- pojazdy – 266M2, Jelcz 442.32, Skorpion-3,
- kołowe transportery opancerzone – BRDM-2, MT-LB, transporter Kroton, KTO Rosomak, MRAP Cougar,
- bojowe wozy piechoty – BWP-1,
- czołgi – PT-91, K-2,
- artyleria samobieżna – Dana, 2S1 Goździk, AHS Krab, moździerze samobieżne Rak, armatohaubice K-9,
- przeciwlotnicze zestawy rakietowe – ZU-23-2, OSA-AK, Hibneryt, SPZR Poprad,
- wyrzutnie rakietowe – WR-40 Langusta, BM-21 Grad, M142 HIMARS
- wozy zabezpieczenia technicznego – WZT-2, WZT-3,
- sprzęt inżynieryjny – amfibia PTS, MS-20 Daglezja, MID,
- wozy zabezpieczenia sanitarnego – sanitarka Honker, ambulans Iveco,
- system Mała Narew.

i inny

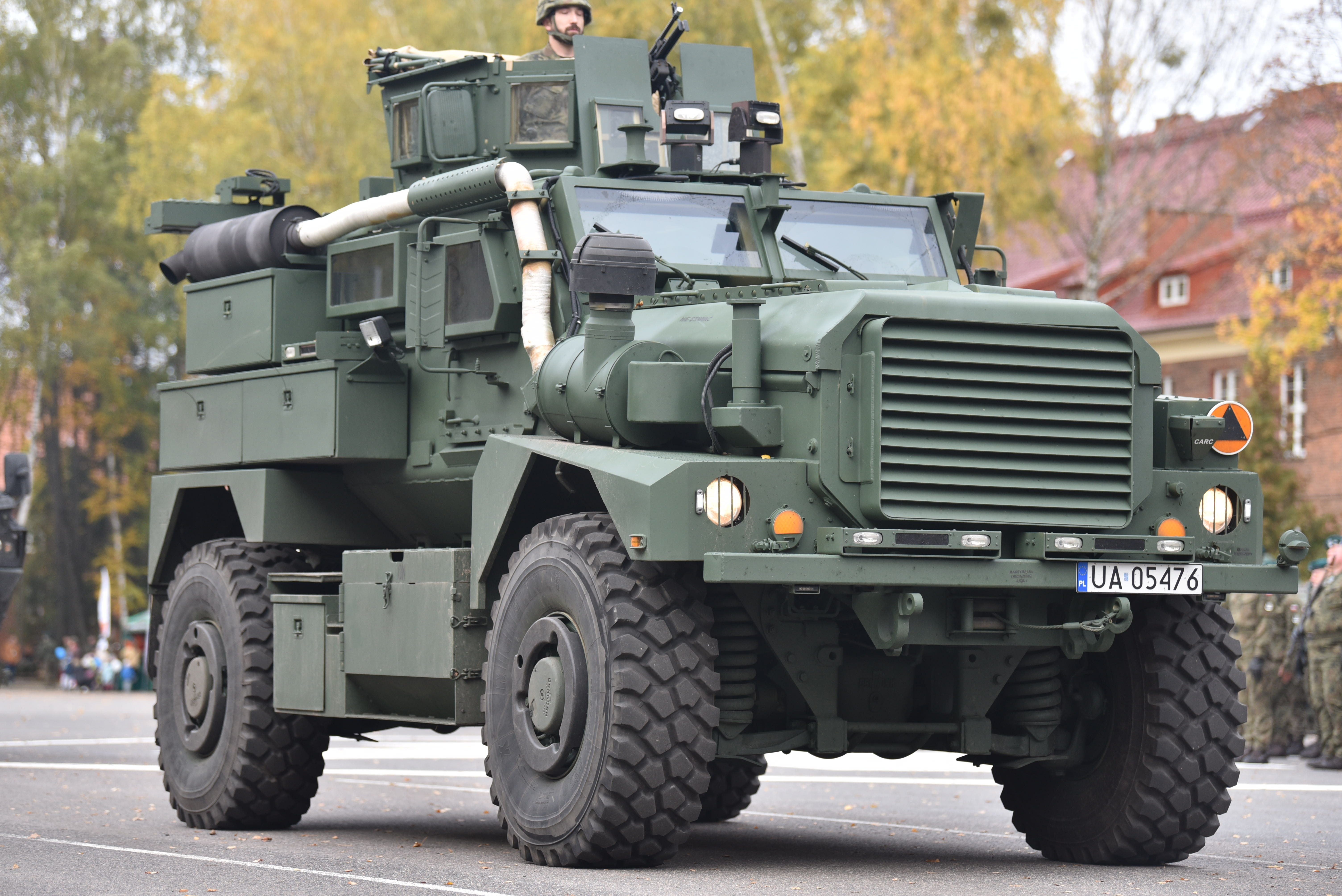
MRAP Coguar
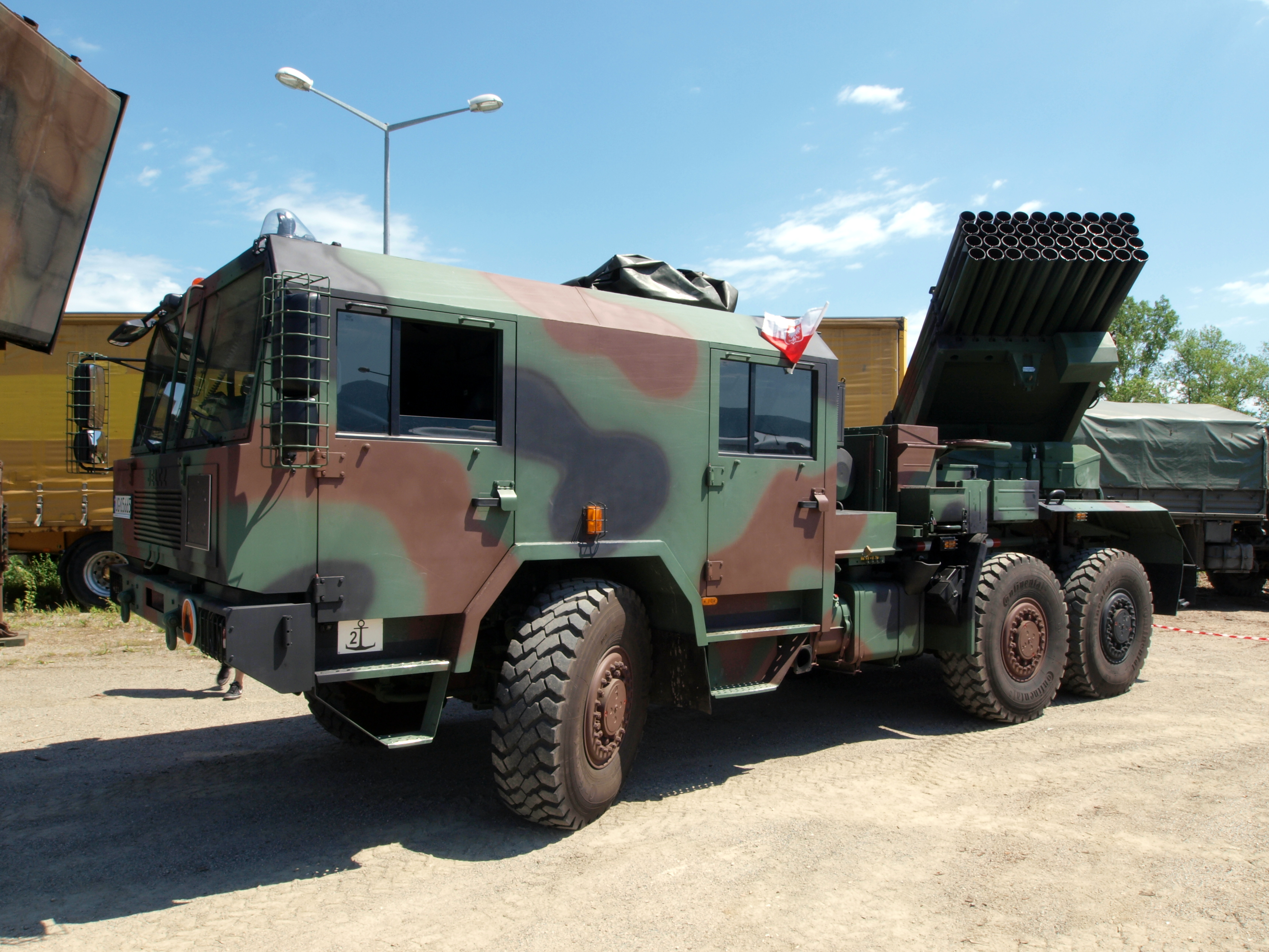
WR-40 Langusta
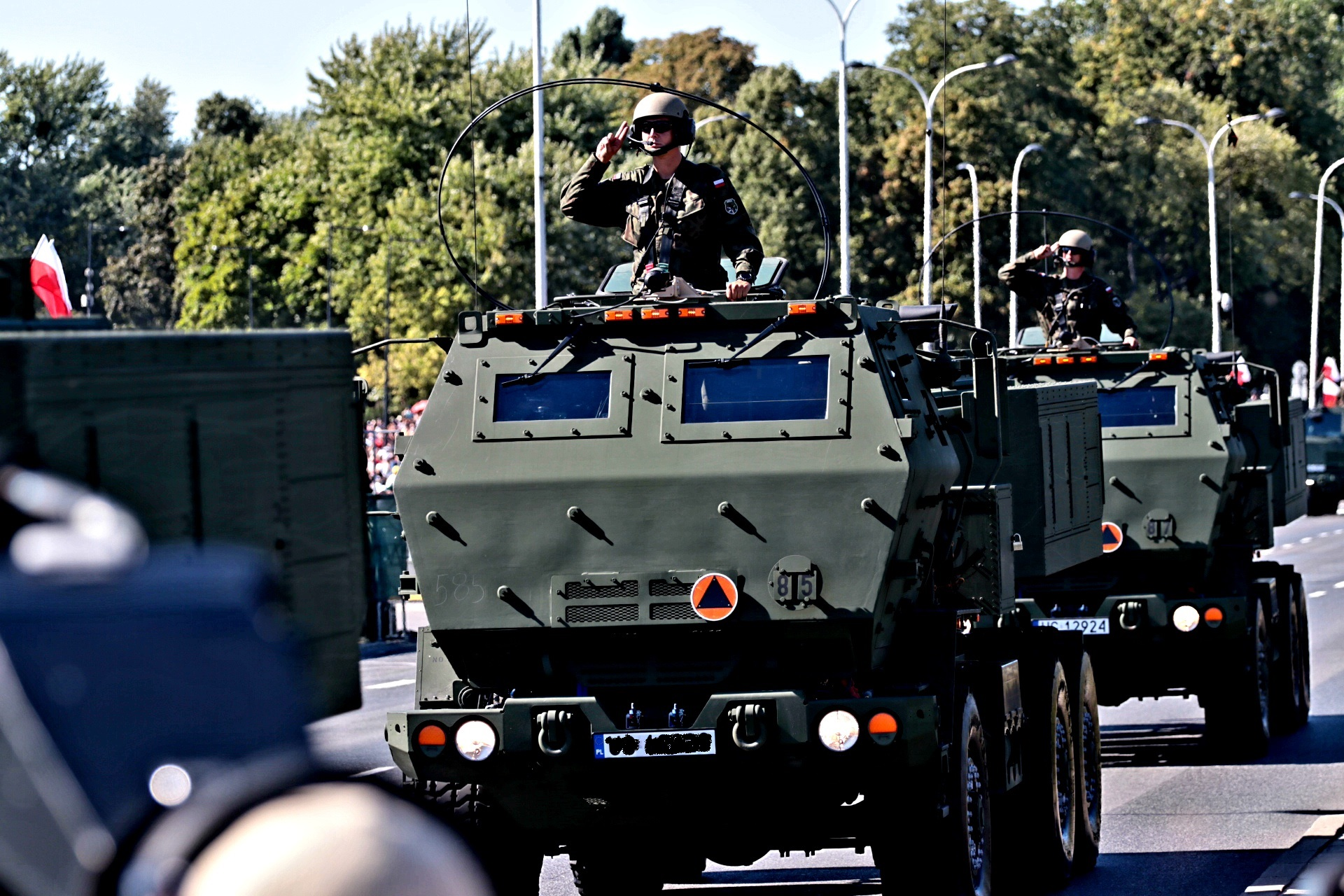
M 142 HIMARS
- AHS Krab
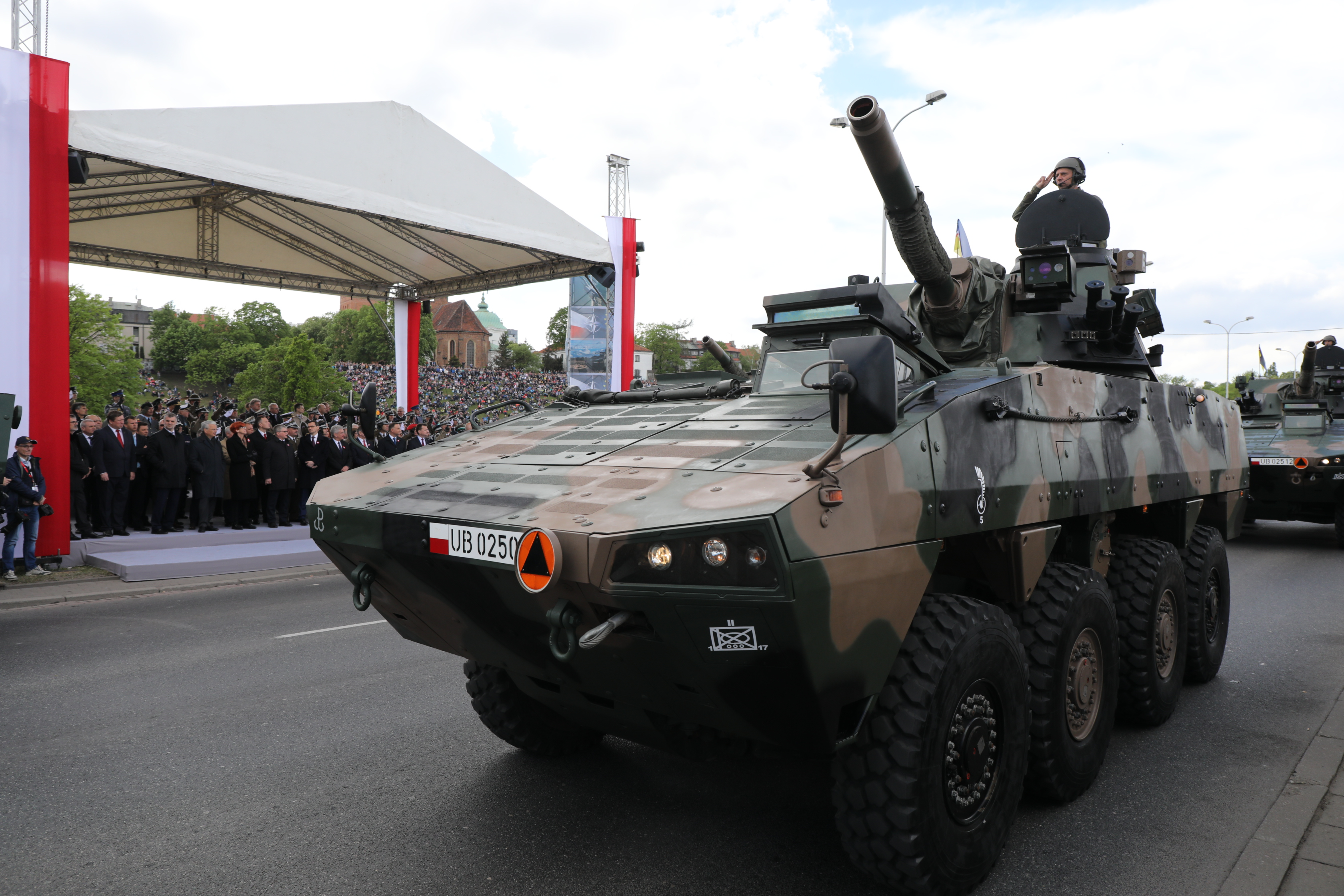
moździerz samob. Rak

## Dowódcy dywizji
- płk dypl. Wojciech Kubiak (1988–1992)
- płk dypl. Ryszard Buchta (1992–1994)
- gen. bryg. Piotr Makarewicz (1994–1997)
- gen. bryg. Krzysztof Skarbowski (1997–1998)
- gen. bryg. Waldemar Skrzypczak (1998–2001)
- gen. bryg. Lech Stefaniak (2001–2002)
- gen. dyw. Krzysztof Skarbowski (2002–2005)
- gen. dyw. dr Ryszard Sorokosz (2005–2007)
- gen. dyw. Wiesław Michnowicz (2007–2009)
- gen. dyw. Bogusław Samol (2009–2011)
- gen. dyw. Janusz Bronowicz (2011–2013)
- gen. dyw. Leszek Surawski (2013–2016)
- gen. bryg. Marek Sokołowski cz.p.o. (05.03.2016–02.05.2016)[9]
- gen. bryg./gen. dyw. Marek Sokołowski (03.05.2016–19.07.2019)
- gen. bryg./gen. dyw. Krzysztof Radomski (19.07.2019–11.07.2022)[10]
- gen. bryg./gen. dyw. Wojciech Ziółkowski (od 11.07.2022)

## Odznaka pamiątkowa 16 DZ
Dolną część odznaki to tarcza amazonek wypełniona emaliowanym herbem Elbląga i opasana czarnym otokiem z napisem: POMORSKA DYWIZJA ZMECHANIZOWANA. Górną krawędź herbu wieńczy złoty fragment stylizowanej baszty obronnej zamku w Malborku. Na baszcie wygrawerowano trzy historyczne dla jednostki daty: 1919 1945 1992. Po obu stronach baszty umiejscowiono złote liczby 16. Na baszcie, w cieniu srebrnego skrzydła husarskiego, czerwony Gryf Pomorski trzymający złoty miecz.
Odznaka o wymiarach 50x33 mm, zaprojektował Ryszard Buchta i Kazimierz Kowalik. Wykonana została w pracowni grawerskiej Zygmunta Olszewskiego w Warszawie. Pierwsze odznaki wręczono 6 stycznia 1993.